# Henrik Porkka
Henrik Porkka (ur. 14 stycznia 1998) – fiński siatkarz, grający na pozycji środkowego, reprezentant Finlandii. Od sezonu 2020/2021 występuje w szwajcarskiej Nationalliga A, w drużynie Biogas Volley Näfels.

## Sukcesy klubowe
Mistrzostwo Finlandii:
- 2019